# آلکستیس

## پیش‌زمینه
آلکستیس(به یونانی: Άλκηστις)، یکی از شخصیت‌های برجسته در اساطیر یونان است که به دلیل فداکاری و عشق بی‌نظیرش شناخته می‌شود. او همسر آدمتوس، پادشاه فرای (Pherae)، بود و داستان او در تراژدی «آلکستیس» نوشته اوریپید به تصویر کشیده شده است. این داستان نماد وفاداری زناشویی و ایثار است و در طول تاریخ الهام‌بخش بسیاری از آثار ادبی و هنری بوده است.

## اسطوره
آلکستیس، دختر پِلیاس، پادشاه ایولکوس بود. او به دلیل زیبایی و فضایل اخلاقی خود خواستگاران زیادی داشت. پِلیاس برای ازدواج دخترش شرطی سخت تعیین کرد: هر خواستگاری که بتواند ارابه‌ای را که به یک شیر و یک گراز بسته شده بود، کنترل کند، می‌تواند با آلکستیس ازدواج کند.
آدمتوس، پادشاه فرای، موفق به انجام این کار شد. این موفقیت به لطف کمک آپولون، خدای موسیقی و نور، بود که مدتی به دلیل تنبیه از سوی زئوس، به عنوان خدمتکار آدمتوس زندگی می‌کرد.
فداکاری آلکستیس

در شب ازدواج، آدمتوس فراموش کرد قربانی سپاسی به درگاه آرتمیس تقدیم کند. آرتمیس در پاسخ، حجله او را با مارها پر کرد و نفرینی بر زندگی آدمتوس وارد کرد که او را در جوانی به مرگ نزدیک کرد.
آپولون مداخله کرد و از مرگ خواست که اجازه دهد آدمتوس زنده بماند، به شرط آنکه کسی به جای او بمیرد. هیچ‌کس حاضر به این فداکاری نشد، جز آلکستیس. او با شجاعت جان خود را فدای همسرش کرد و به استقبال مرگ رفت.
مداخله هراکلس

پس از مرگ آلکستیس، هراکلس (هرکول)، قهرمان بزرگ یونان، به خانه آدمتوس آمد و از این فداکاری مطلع شد. او تصمیم گرفت آلکستیس را نجات دهد. هراکلس به دنیای مردگان (هادس) رفت و با تاناتوس (مرگ) کشتی گرفت و او را شکست داد. به این ترتیب، آلکستیس به زندگی بازگشت و خانواده او دوباره متحد شدند.

## در ادبیات و هنر
داستان آلکستیس در طول تاریخ بارها در ادبیات، هنر و موسیقی به تصویر کشیده شده است:
- تراژدی آلکستیس اوریپید: یکی از قدیمی‌ترین نمایشنامه‌های موجود که به موضوعات فداکاری، مرگ و زندگی می‌پردازد.

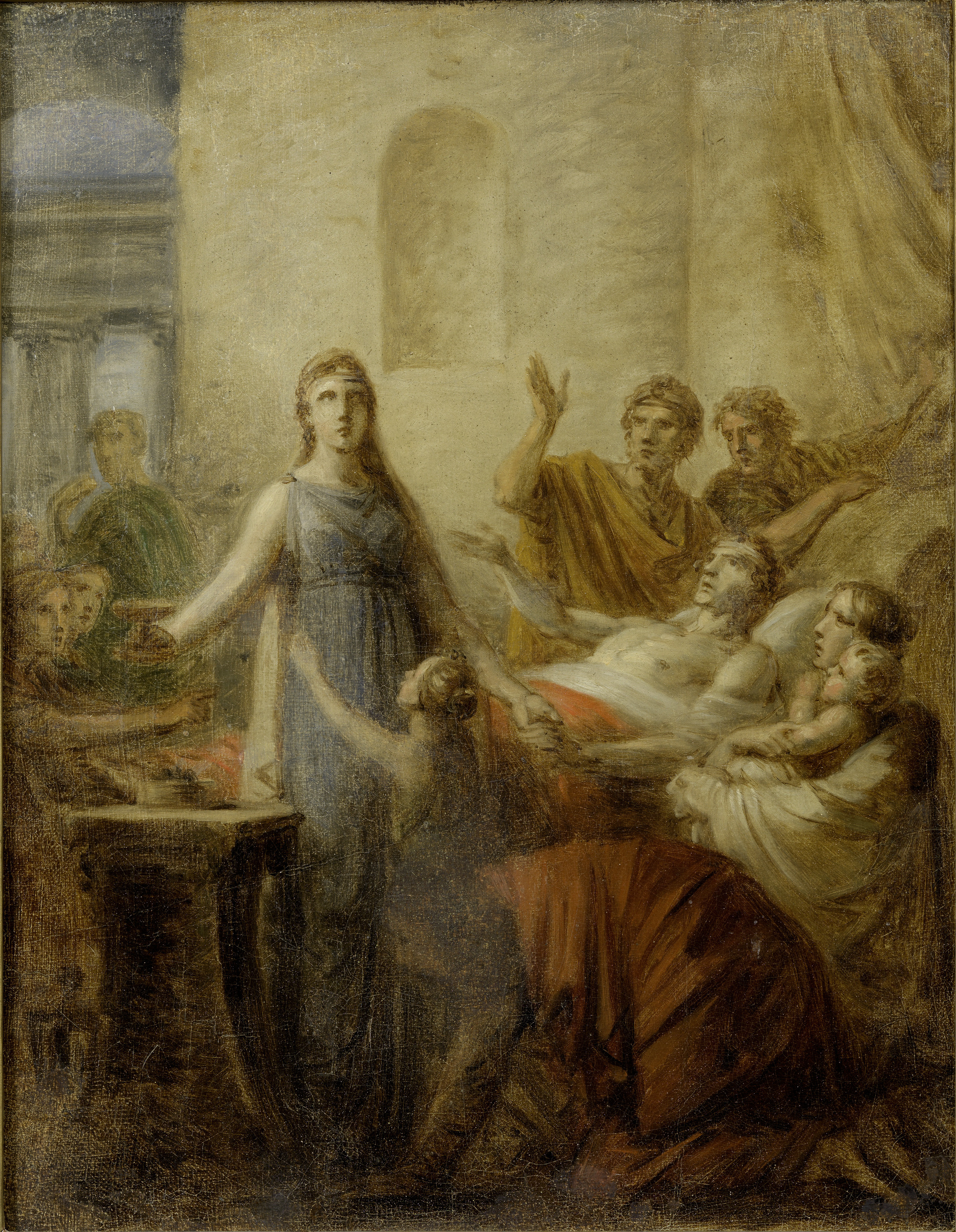
آلکستیس جان خود را فدا می کند. - اثر هاینریش فریدریش فوگر

- آلکستیس جان خود را فدا می کند. - اثر هاینریش فریدریش فوگرهنرهای تجسمی: نقاشی‌ها و مجسمه‌های متعددی که صحنه فداکاری یا بازگشت آلکستیس را به تصویر کشیده‌اند.
- موسیقی و اپرا: این داستان در آثار آهنگسازانی مانند کریستف ویلیبالد گلوک نیز الهام‌بخش بوده است.

## تحلیل و تفسیر
داستان آلکستیس موضوعات مهمی را مطرح می‌کند:
- عشق و فداکاری: ایثار آلکستیس نماد عشق بی‌قید و شرط است.
- زندگی و مرگ: بررسی مفهوم مرگ و معنای زندگی از دیدگاه اسطوره‌شناسی یونان.
- قهرمانی: نقش هراکلس به‌عنوان ناجی نشان‌دهنده امید و امکان رستگاری است.

## اهمیت داستان آلکستیس
داستان آلکستیس به‌عنوان یکی از تاثیرگذارترین اساطیر یونان، پیام‌هایی درباره عشق، وفاداری و ایثار انسانی ارائه می‌دهد. این اسطوره نه تنها جایگاه ویژه‌ای در فرهنگ یونان باستان دارد، بلکه در ادبیات و هنر جهان و در فرهنگ مدرن نیز به‌عنوان نمونه‌ای از قدرت عشق و تعهد و انسانیت برجسته است.